# Крутоберезка
Крутоберёзка — деревня в Новозыбковском городском округе Брянской области.

## География
Находится в западной части Брянской области на расстоянии приблизительно 6 км на север-северо-восток по прямой от железнодорожного вокзала районного центра города Новозыбков.

## История
Основана в начале XVIII века Петром Пашкевичем. В 1859 году учтено было 71 дворов, в 1897—145. В середине XX века работали колхоз им. XVII партсъезда, ОПХ «Волна революции». До 2019 года входила в Замишевское сельское поселение Новозыбковского района до их упразднения.

## Население
Численность населения: 490 человек (1859 год), 1155 (1892), 357 человек в 2002 году (русские 98 %), 295 в 2010.